# Bearn o La sala de les nines (pel·lícula)
Bearn o La sala de les nines (en castellà Bearn o La sala de las muñecas) és una pel·lícula dramàtica estrenada el 1983, dirigida per Jaime Chávarri i basada en la novel·la homònima de Llorenç Villalonga. Ha estat doblada al català.
 

## Argument
Mallorca 1865. Es fan els funerals pels senyors de Bearn, el lema del qual sempre ha estat "abans morir que barrejar la meva sang". El capellà Juan Mayol, orfe que desconeix el seu passat, decideix reconstruir la història de la seva família: l'estada del Senyor Antonio a París, la seva tornada a Bearn, la visita al Papa, la passió del senyor Antonio per la Senyora Xima, la seva neboda...

## Repartiment
- Fernando Rey: Don Antonio
- Ángela Molina: Xima
- Amparo Soler Leal: Ma. Antonia
- Imanol Arias: Juan
- Alfredo Mayo: Vicario
- Juana Ginzo: Bárbara Titana
- Concha Bardem: Madò Francina
- William Layton: Dr. Wassman
- Eduardo MacGregor: Secretari

## Rebuda
- "Una crònica gairebé costumista de la decadència de l'aristocràcia mallorquina que Chávarri converteix en una obra d'orfebreria"[3]

## Premis i nominacions

### Premis
- Festival Internacional de Cinema de Montreal: Premi del Jurat
- Círculo de Escritores Cinematográficos: Millor actriu (Amparo Soler Leal)
- Fotogramas de Plata 1983:
  - Millor actriu, per Amparo Soler Leal
  - Millor actor, per Imanol Arias (nominat)